# Les Gardiens de la Galaxie (jeu vidéo)
Pour le jeu vidéo épisodique sortie en 2017, voir Guardians of the Galaxy: The Telltale Series.
Marvel's Guardians of the Galaxy (en français, Les Gardiens de la Galaxie) est un jeu vidéo d'action-aventure développé par le studio Eidos Montréal et édité par Square Enix. Le jeu est officialisé en juin 2021 et sorti le 26 octobre 2021 sur Microsoft Windows, PlayStation 4, Xbox One, PlayStation 5, Xbox Series, Nintendo Switch (cloud) et GeForce Now,.
Le jeu adapte la série de comics du même nom appartenant à la maison Marvel Comics et met en scène la seconde équipe des Gardiens de la Galaxie instaurée en 2008, dont les membres sont Peter Quill / Star-Lord, Drax le Destructeur, Rocket Raccoon, Groot et Gamora.

## Trame

### Toile de fond
Les évènements se déroulent douze ans après la terrible Guerre Galactique qui vit la victoire de la Résistance contre les forces de l'infâme Thanos. 

### Résumé
Le jeu met en scène le groupe de mercenaires les Gardiens de la Galaxie, dont les membres sont Peter Quill / Star-Lord (Jon McLaren (en)) ; Gamora (Kimberly-Sue Murray), fille adoptive de Thanos ; Drax (Jason Cavalier), le guerrier désormais légendaire après avoir tué ce dernier ; Rocket Raccoon (Alex Weiner), issu d'expérience génétiques Kree et Groot (Robert Montcalm), dernier représentant de son espèce.
Ces derniers sont engagés par une très puissante baronne du crime, Lady Hellbender, pour capturer un dangereux prédateur à ajouter à sa collection. Pour ce faire, ils doivent pénétrer la Zone de Quarantaine, un secteur interdit où sont rassemblés les débris de la Guerre Galactique. Mais alors qu'il parviennent à quitter la Zone avec un lama de l'espace, ils sont arrêtés par le Corps Nova, force militaire et police galactique, qui leur inflige une amende astronomique. La seule façon pour eux de la payer est d'escroquer Lady Hellbender.
Leur coup réussit, mais alors qu'ils reviennent payer leur amende, il découvrent une nouvelle menace: l'Église Universelle de la Vérité, dirigée par son Grand Unificateur, Raker, a découvert le moyen de forcer la galaxie à se convertir à une nouvelle religion, la "Promesse". Face à l'avancée fulgurante de cette Église et à son influence grandissante, les Gardiens de la Galaxie doivent unifier les dernières forces libres de la galaxie pour arrêter Raker et sa secte...

## Système de jeu
Le jeu est un jeu d'action-aventure en vue à la troisième personne. Le jeu présente une histoire principale divisée en 16 chapitres, histoire durant laquelle le joueur prend le contrôle d'un seul personnage, Peter Quill / Stard-Lord,. Ce dernier dispose de deux pistolets à énergie qui peuvent surchauffer et qui peuvent faire des tirs élémentaires de type glace, vent, électricité et feu. Il possède également des propulseurs à ses bottes lui permettant de planer et d'esquiver.
Si dans les phases d'exploration et de combat, les autres Gardiens ne sont pas contrôlables directement, le joueur peut leur donner des ordres comme soulever un objet, réparer un terminal ou utiliser une attaque. Chaque personnage dispose de quatre attaques spéciales sur quatre niveaux, qui sont déblocables en accumulant de l'expérience, à l'exception du dernier niveau qui ne se débloque qu'au cours de la campagne. Le joueur peut aussi récupérer des ressources pour obtenir des améliorations, allant des armes plus puissantes au boucliers plus résistants, ou encore une santé renforcée.
En outre, au cours d'un combat, le joueur peut réunir son groupe pour un discours de motivation. Face au déclarations des autres Gardiens, dont les points importants apparaissent en arrière plan, le joueur doit choisir quel discours donner. Si le choix est correct, tous les Gardiens bénéficient d'un boost temporaire de leurs capacités; sinon seul Peter Quill en bénéficiera.
Durant les phases de dialogue, plusieurs options s'offrent au joueur. La plupart des dialogues auront des conséquences plus tard dans le jeu, notamment en permettant de convaincre des alliés de rejoindre les Gardiens dans leur combat contre l'Église.

## Accueil

### Ventes
En février 2022, Yosuke Matsuda, président de Square Enix, affirme que, « malgré des critiques élogieuses, les ventes du jeu lors du lancement ont été inférieures [aux] attentes initiales »,,.

### Récompenses et Distinctions
| Année                | Récompenses                                            | Catégorie  | Résultat | Ref |
| -------------------- | ------------------------------------------------------ | ---------- | -------- | --- |
| 2021                 |                                                        |            |          |     |
| The Game Awards 2021 | Meilleure narration                                    | Lauréat    | [ 13 ]   |     |
| The Game Awards 2021 | Meilleure bande-son                                    | Nomination | [ 13 ]   |     |
| The Game Awards 2021 | Meilleur jeu avec des innovations pour l'accessibilité | Nomination | [ 13 ]   |     |
| The Game Awards 2021 | Meilleur jeu d'action/aventure                         | Nomination | [ 13 ]   |     |

### Critiques
1. 1 2 3 4 5 6 7 8 9 10 11  TheXsable, « Test de Les Gardiens de la Galaxie », sur Jeuxvideo.com, 20 octobre 2021 (consulté le 1er mai 2022).
2. ↑  (en) « Marvel’s Guardians of the Galaxy is the biggest surprise of the year », sur polygon.com, 25 octobre 2021 (consulté le 1er mai 2022).